# شهرستان گرزه
شهرستان گرزه یا گرتسه (به تبتی: སྒེར་རྩེ་རྫོང་།، نویسه‌گردانی «ویلی»: sger rtse rdzong، پین‌یین تبتی: Gêrzê Zong) و یا شهرستان گایزه (به چینی: 改则县، به پین‌یین: Gǎizé Xiàn) یک شهرستان در چین است که در ولایت نگاری واقع شده‌است.